# 大垣市立上石津中学校
大垣市立上石津中学校（おおがきしりつかみいしづちゅうがっこう）は、かつて岐阜県大垣市にあった公立中学校。

## 概要
1975年、上石津町内の3つの中学校（日彰中学校・多良中学校・時中学校）を統合し、開校。
2024年、上石津地域の1つの中学校（上石津中）と4つの小学校（多良小・時小・一之瀬小・牧田小）を統合し、義務教育学校の大垣市立上石津学園の新設により廃校。上石津中学校の施設は改修され、上石津学園の施設に転用される。

## 沿革
- 1967年（昭和42年） - 中学校統合問題審議会が発足。
- 1973年（昭和48年）2月 - 町議会で中学校統合決議がなされる。
- 1974年（昭和49年）10月 - 現在地に校舎が完成。
- 1975年（昭和50年）
  - 4月1日 - 上石津町立上石津中学校として開校。
  - 4月7日 - 開校式を行う。
- 1976年（昭和51年）2月 - 体育館が完成。
- 1981年（昭和56年）8月 - プールが完成。
- 1998年（平成10年）12月 - 新校舎（南舎）が完成。
- 2006年（平成18年）3月27日 - 上石津町が大垣市に編入される。同時に大垣市立上石津中学校に改称する。
- 2024年（令和6年）
  - 3月26日 - 閉校式を行う[2]。
  - 3月31日 - 廃校。

## 通学区域[3]
上石津町地域自治区（旧・養老郡上石津町）全域である。
- 上石津町牧田
- 上石津町乙坂
- 上石津町一之瀬
- 上石津町下多良
- 上石津町上鍛治屋
- 上石津町谷畑
- 上石津町奥
- 上石津町祢冝上
- 上石津町宮
- 上石津町上原
- 上石津町三ツ里
- 上石津町上多良
- 上石津町前ケ瀬
- 上石津町西山
- 上石津町祢冝上入会
- 上石津町宮三ツ里入会
- 上石津町上多良前ケ瀬入会
- 上石津町下山
- 上石津町打上
- 上石津町堂之上
- 上石津町上
- 上石津町細野
- 上石津町時山

## 進学前小学校
- 多良小学校
- 時小学校
- 一之瀬小学校
- 牧田小学校

## 交通アクセス
- 名阪近鉄バス大垣多良線「一ノ瀬」バス停より徒歩約5分。

## その他
- 校歌の作詞作曲は作曲家の江口浩司。また、旧・多良中学校及び旧・時中学校の校歌は、江口浩司の父親の江口夜詩（上石津町出身）の作詞作曲である。